# Burg Zusameck
Die Reste der hoch- bis nachmittelalterlichen Burg Zusameck liegen auf dem Schlossberg (Kalvarienberg) nördlich über dem Markt Dinkelscherben im Landkreis Augsburg in Schwaben. Die umfangreiche Höhenburganlage wurde 1812 aufgelassen und bis auf die Burgkapelle abgebrochen.

## Geschichte

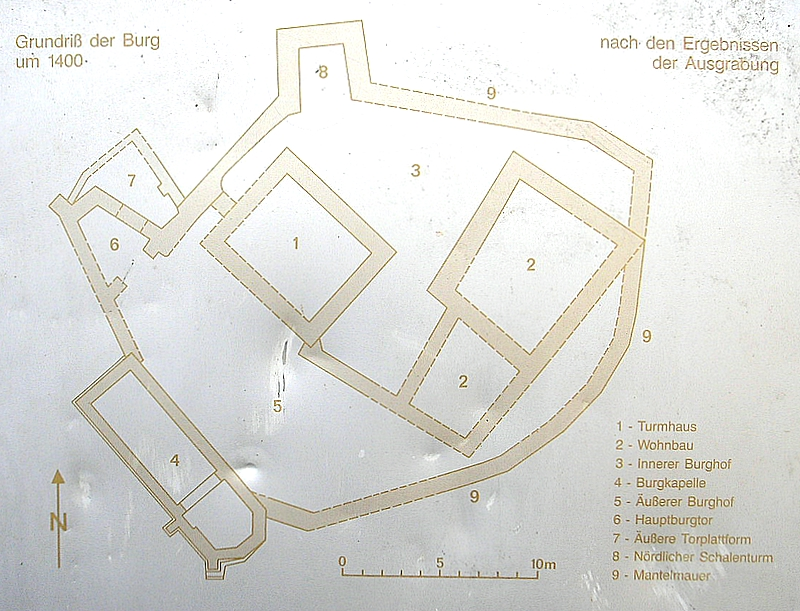
Die Kernburg um 1400 (Infotafel)

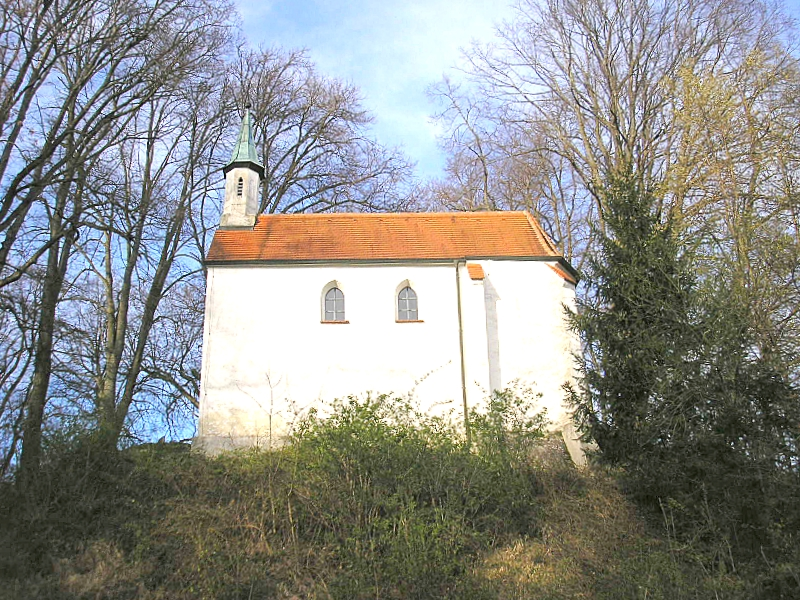
Die erhaltene Burgkapelle von Südwesten

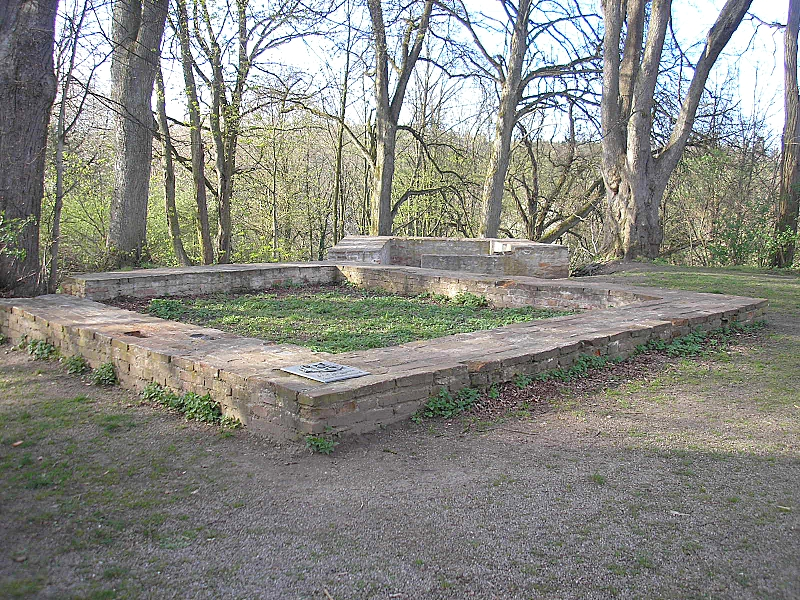
Blick nach Nordwesten über das Plateau der Hauptburg

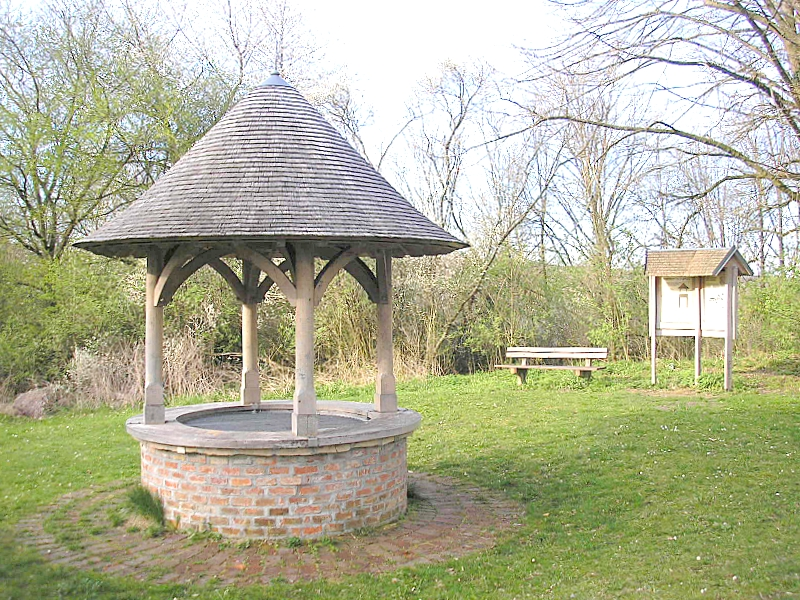
Der rekonstruierte Brunnen auf dem Vorburgplateau

Der Burgplatz war bereits während der Jungsteinzeit besiedelt. Einige aufgefundene Keramikscherben belegen die Weiternutzung des Siedlungsplatzes in spätkeltischer Zeit. Eine frühmittelalterliche Holz-Erde-Burg des 9. Jahrhunderts wurde im 10. oder 11. Jahrhundert durch eine zeittypische hölzerne Turmhügelburg ersetzt.
Die erste steinerne Veste auf der Anhöhe über der Siedlung entstand wohl bereits im 12. Jahrhundert als Sitz einer Dienstmannenfamilie der Markgrafen von Burgau. Von 1231 bis 1301 erscheinen diese „milites de zusemekke“ mehrmals in den Schriftquellen. Der Wohnturm des Geschlechtes wurde aus Nagelfluhquadern errichtet. Dieses Konglomeratgestein steht im Augsburger Umland oft dicht unter der Bodenoberfläche an oder springt aus den Talhängen aus. Spätere Umbauten und Erweiterungen der Burg wurden in Ziegelmauerwerk ausgeführt.
Anfang des 14. Jahrhunderts scheint das Geschlecht der Herren von Zusameck erloschen zu sein. Als letzter Namensträger ist 1301 ein Ulrich von Zusameck nachweisbar.
Die Markgrafen verpfändeten das Lehen anschließend an Hans von Hattenberg und Burkhard von Ellerbach den Jüngeren. 1333/43 erwarb der Augsburger Bischof Ulrich von Schönegg die Herrschaft schließlich für das Hochstift Augsburg.
Die Burg über dem Zusamtal wurde 1388 während des „Städtekrieges“ erstmals zerstört. Die Truppen der Reichsstadt Augsburg stürmten den Ansitz, nachdem Bischof Burkhard von Ellerbach einen Überfall auf einen reichsstädtischen Handelszug befohlen hatte.
Nach der Wiederherstellung wurde die Anlage mehrmals verpfändet. 1430 kaufte das Augsburger Domkapitel die Burg. 1485 verlieh Kaiser Friedrich III. dem Domkapitel den Blutbann für die Herrschaft Zusameck. Ab 1540 durften die Strafgefangenen des zugehörigen Gerichtes auf der Veste inhaftiert werden.
Während des „Schmalkaldischen Krieges“ besetzte der Augsburger Feldhauptmann Sebastian Schertlin von Burtenbach am 19. Juli 1546 die Burg. Schertlin wollte sich als reichsstädtischer Pfleger auf Zusameck festsetzten und beanspruchte den Zehnten der Herrschaft. Als der Schmalkaldische Bund nur ein Jahr später zusammenbrach, wurde der Hauptmann jedoch im Augsburger Fronhof inhaftiert.
In der Folge verwaltete ein Kastellan des Domkapitels Burg und Herrschaft. 1575 richtete man ein Obervogtamt ein, das 1725 zum Pflegamt erhoben wurde. Als der Pflegsitz 1803 im Zuge der Säkularisation an den bayerischen Staat fiel, war die Burg bereits in sehr schlechtem Zustand. Bereits 1801 mussten Teile abgebrochen werden. Nach dem Übergang an Bayern wurde der äußere Mauerring abgebrochen. Die Burggebäude dienten noch bis 1812 als Kriminalgefängnis. In diesem Jahr entschloss man sich zur Auflassung der Anlage, die anschließend bis auf die Kapelle abgebrochen wurde. Wie anderen Ortes waren die Ruinen ein willkommener Steinbruch für die Bevölkerung, so dass heute nur noch geringe Mauerreste der Ringmauer erkennbar sind. Ein großer Teil des Steinmateriales wurde zudem für den Bau der Eisenbahnlinie Augsburg-Ulm entnommen.
Um 1850 wurde die erhaltene Burgkapelle renoviert und neugotisch umgestaltet. Gleichzeitig errichtete man unter Pfarrer Egger die Kreuzwegstationen zur Kapelle. 1852 kam noch der Kalvarienberg auf dem Plateau des Hauptburgkegels hinzu.
Der Arbeitskreis für Vor- und Frühgeschichte des Landkreises Augsburg konnte 1968 noch eine topographische Aufnahme des Burggeländes erstellen. Wenig später wurde vor dem Areal der Vorburg ein Sportplatz angelegt und dabei auch der nördliche Halsgraben planiert. Im Wesentlichen kündet seitdem nur noch der Hauptburgkegel mit der Kapelle von der Geschichte des Burgplatzes.
1979 bis 1985 wurde das Gelände der Hauptburg durch den Arbeitskreis für Vor- und Frühgeschichte archäologisch untersucht. Der Heimatverein Reischenau rekonstruierte 1986/87 den Teil eines Mauerturmes, renovierte die Kapelle und die Kreuzwegstationen. 1999/2000 erneuerte der Heimatverein noch den Burgbrunnen. Der Schacht wurde bis in die Tiefe von 29 Metern vom Schutt befreit. 36 Meter sind weiterhin verschüttet. Nach den Sanierungsmaßnahmen des Heimatvereins präsentiert sich die gesamte Burganlage wieder in gutem Zustand.

## Beschreibung
Die Burg bestand aus einer rechteckigen Vorburg (ca. 65 × 40 Meter) im Nordwesten, die einem mächtigen, annähernd kreisrunden Turmhügel (Basisbreite ca. 60 Meter) vorgelagert war. Das Plateau der Hauptburg umfasste etwa 30 × 30 Meter. Auf dem Hauptburgkegel stand ein im Kern hochmittelalterliches Turmhaus, das ursprünglich wohl nur von Palisaden gesichert wurde. In den folgenden Jahrhunderten wurde dieser Wohnturm mehrmals umgebaut und erweitert. In der Mitte des 19. Jahrhunderts wurde hier die noch erhaltene Kalvarienberggruppe aufgestellt. Im Zuge der Instandsetzung der Burganlage um das Jahr 2000 versetzte man die renovierte Gruppe an die Nordseite des Hauptburgkegels.
Die gotische Kapelle war im Südosten in eine umlaufende Ringmauer eingebunden, welche das Turmhaus zwingerartig umgab.
Die geräumige Vorburg war ebenfalls mit einer turmbewehrten Ringmauer gesichert. Die Türme waren als Schalentürme ausgebildet. Die Rückseite zum Burghof war offen, so dass sich ein eingedrungener Feind nicht verschanzen konnte. Schenkelmauern und eine teilweise als Zugbrücke ausgebildete Brücke verbanden Vor- und Hauptburg. Der Fuß des Burgberges wurde zusätzlich von einer niedrigen, turmlosen Mauer umlaufen.
Einen guten Eindruck der ehemaligen Burganlage um 1520 vermittelt eine Federzeichnung (Umkreis Jörg Breu d. Ä.) in den Beständen des Germanischen Nationalmuseums in Nürnberg (Abb.: Pötzl, S. 53). Der mittelalterliche Wohnturm trug damals offenbar ein vorkragendes Obergeschoss aus Fachwerk. Östlich des Turmes sicherte eine hohe Schildmauer mit Wehrgang den engen Burghof. Die Grabungen des Arbeitskreises für Vor- und Frühgeschichte Augsburg deuten hier allerdings auf zwei Wohnbauten hin. Die Zeichnung diente E. Högg zusammen mit Unterlagen von H. Gutmann und Otto Schneider als Grundlage einer zeichnerischen Rekonstruktion der Gesamtanlage, die Walter Pötzl 1987 in seinem Heimatbuch publizierte (S. 63).
An der Nordseite der Hauptburg konnte ein kurzer Mauerzug aus kleineren Nagelfluhquadern freigelegt werden. Die übrigen heute sichtbaren Fundamente und der Schalenturm im Nordwesten sind moderne Aufmauerungen. In das Fundament des Wohnturmes ist eine Gedenktafel für den verdienten Heimat- und Burgenforscher Otto Schneider (1927–2000) eingelassen.
Das Bayerische Landesamt für Denkmalpflege verzeichnet das Bodendenkmal als Siedlung des Neolithikums und der Latènezeit und mittelalterlichen Burgstall unter der Denkmalnummer D 7-7629-0016.

### Ehemalige Burgkapelle Hl. Kreuz
Der im Kern spätgotische Bau wurde um 1850 in neugotischen Stilformen überarbeitet. Das schlichte Langhaus wird von einem Satteldach über einem schmalen Kastengesims überdeckt. Auf dem First sitzt ein kleiner Dachreiter mit Spitzhelm.
Der Chor ist nicht eingezogen, setzt sich also in der Flucht der Langhauswände fort. Gegen den Steilhang stützen kräftige Strebepfeiler den Bau. Der dreiseitige Chorschluss wird von Spitzbogenfenstern belichtet. Auch die übrigen Fensteröffnungen des Langhauses und der Westwand sind spitzbogig abgeschlossen.
Das dreiachsige Langhaus wird wie der Chor von einer Flachdecke abgeschlossen. Der einfache Stuckdekor aus profilierten Leisten entstand um 1850.
Gegen 1857 wurde der neugotische Altar aus gebeiztem Eichenholz aufgestellt. Das Altarbild mit der Kreuzigungsgruppe wird Joseph Scherer (Ettelried) zugeschrieben.
Scherer schuf auch die Glasgemälde (1848) mit Darstellungen der hl. Anna und Maria, der Mutter Gottes, der Heiligen Petrus, Ulrich und Bonifatius. Anlässlich der Sanierung der Kapelle durch den Heimatverein baute man die Glasfenster aus und überführte sie in die Scherer-Galerie im ehemaligen Zehntstadel in Dinkelscherben.
Das Kurzinventar von 1970 verzeichnet noch zwei gefasste (bemalte) Holzfiguren der hl. Barbara und Katharina (Ulmer Schule, um 1510), die dem Umkreis Jörg Syrlins d. J. zugerechnet werden. Auch diese beiden Kunstobjekte wurden bei der Kapellensanierung aus dem Gotteshaus entfernt und in die 1979 fertiggestellte Pfarrkirche St. Simpert überführt. Seit 2012 sind diese beiden Figuren im Heimatmuseum "Zehentstadel" ausgestellt.